# Josef Maria Horváth
Josef Maria Horváth (Pécs, Hungría, 20 de diciembre de 1931) es un compositor húngaro.

## Resumen biográfico
Durante sus estudios en el colegio jesuita de su ciudad natal aprendió a tocar el órgano. Después de la secundaria estudió Piano, Composición y Dirección Orquestal en la Academia “Franz Liszt” en Budapest. En 1956 obtuvo su diploma con distinción, emigrando poco después a la vecina Austria. Aquí continuó con sus estudios en el Mozarteum de Salzburgo, concentrándose en Piano, Composición y Música Electrónica. Durante sus estudios desarrolló una exitosa carrera como pianista y director de orquesta, estrenando también composiciones propias. A partir de 1962 fue disminuyendo su actividad como pianista y se concentró en forma casi exclusiva en la composición, siendo nombrado a la vez Profesor de Contrapunto y de la Teoría y Práctica de la Música Nueva en la Universidad Mozarteum de Salzburgo. Las obras de Horváth son de factura impecable y gran belleza sonora, y han sido editadas en la casa editorial Doblinger, de Viena.

## Obras seleccionadas
- Passacaglia para orquesta de cuerdas (1955).
- Redundanz 1, para octeto de vientos (1966).
- Redundanz 2, para cuarteto de cuerdas (1967).
- Redundanz 3, para octeto de vientos y cuarteto de cuerdas (1968).
- Tombeau de Gigue, para Orquesta (1971).
- Melencolia para violín solo y orquesta (1972).
- Sothis, para 13 instrumentos (1977).
- Sonata piccola, para órgano (2005).